# Molpadia angulata
Molpadia angulata is een zeekomkommer uit de familie Molpadiidae.
De wetenschappelijke naam van de soort werd in 1923 gepubliceerd door Hérouard.